# Klesia
 (décembre 2020).
Si vous disposez d'ouvrages ou d'articles de référence ou si vous connaissez des sites web de qualité traitant du thème abordé ici, merci de compléter l'article en donnant les références utiles à sa vérifiabilité et en les liant à la section « Notes et références ».
 (décembre 2020).
Klesia est un groupe paritaire de protection sociale à but non lucratif, spécialisé en couverture santé complémentaire, prévoyance et retraite complémentaire.

## Gouvernance
La présidence est assurée par l’association sommitale Klesia, qui définit les orientations politiques et stratégiques du groupe. Le président et le vice-président de l’association sommitale sont nommés pour 2 ans, avec obligatoirement un représentant du collège employeur et un représentant du collège des salariés.
Depuis 2012, Christian Schmidt de La Brélie est directeur général du groupe.

## Activités
Klesia propose des contrats de complémentaire santé et de prévoyance pour les entreprises, les salariés et les particuliers et verse des retraites complémentaires.
Le groupe est spécialisé en couverture de branches, principalement dans les secteurs du tourisme et des commerces de proximité, de la santé, des transports, du conseil et des services, et de la Défense et des industries de haute technologie.

### Santé
Le groupe propose des contrats de complémentaire santé pour les salariés en entreprise ainsi que les travailleurs indépendants et les particuliers.

### Prévoyance
Klesia propose des garanties complémentaires de prévoyance en cas de décès, d’invalidité, d’incapacité de travail ou encore d’hospitalisation.

### Retraite complémentaire
Le groupe compte deux caisses de retraite complémentaire : KLESIA Retraite Agirc-Arrco et CARCEPT (consacrée au Transport).

## Structure
Le groupe est composé de plusieurs entités :
- Des institutions de retraite complémentaire : KLESIA Agirc-Arrco ; CARCEPT (Caisse Autonome de Retraite Complémentaire et de Prévoyance du Transport)[7].

- Une institution de gestion de retraite supplémentaire : CRPB-AFB.

- Des institutions de prévoyance : KLESIA Prévoyance ; CARCEPT-Prévoyance (prévoyance du transport) ; IPRIAC (prévoyance « inaptitude à la conduite »)[8].

- Des associations de gestion des congés de fin d’activité : AGECFA-Voyageurs (association de gestion du congé de fin d'activité voyageurs) ; FONGECFA-Transport (association de fonds de gestion du congé de fin d'activité marchandises).

- Des mutuelles : KLESIA Mut' ; La Mutuelle Carcept Prev[9].

En 2020, Klesia et le groupe d’assurance Generali ont créé une entité commune pour l’offre, la souscription et la distribution de complémentaire santé : KLESIA SA.

## Situation et accès
Le siège de Klesia est situé dans l'immeuble « Strato », rue Georges-Picquart dans le 17e arrondissement de Paris, édifice créé par l’agence d’architecture Hardel et Le Bihan dans le cadre de l'aménagement de la ZAC Clichy-Batignolles et longeant des voies ferrées qui rejoignent la gare de Paris-Saint-Lazare.
Ce lieu est desservi par la Ligne L du Transilien et la ligne 14.

## Histoire
KLESIA est issu de la fusion, le 4 juillet 2012, des groupes Groupe Mornay et D&O.

### D&O
En 1947, CRC-Pharma, Caisse de retraite des cadres de la profession pharmaceutique, est créée. La même année, plusieurs caisses sont créées : la Caisse de retraite des ingénieurs et cadres (CRIC), la Caisse de retraite pour le personnel de banques (CRPB), institution de retraite supplémentaire et la Caisse de retraite pour le personnel de banques pour les départements d'Outre-Mer (CRPB-DOM). En 1955, la Caisse autonome de retraites complémentaires et de prévoyance du transport (CARCEPT) est créé en extension de la CAMR (régime de retraite des petits cheminots de 1922). En 1957, la Caisse interprofessionnelle des salariés (CRIS) est créée à son tour.
En 1982, l'Institution de prévoyance d'inaptitude à la conduite (IPRIAC), est créée pour la couverture du risque d’inaptitude à la conduite pour raison médicale ayant entraîné la perte de l’emploi de conduite. En 1986, la CARCEPT-Prévoyance, est créée pour la couverture des divers risques de prévoyance des salariés du transport. En 1997, la FONGECFA-Transport, est créée pour les congés de fin d’activité des conducteurs routiers de transport de marchandises et de déménagement et des convoyeurs de fonds et de valeurs. En 1998, l’AGECFA-Voyageurs, est créée pour les congés de fin d’activité des conducteurs de transport interurbain de voyageurs.
En 2003, la Caisse de retraite des cadres (CRC) est créée par la fusion des caisses CRC-Pharma et CRIC. La même année, le groupe Dumas (AGECFA-Voyageurs, CARCEPT, CARCEPT-Prévoyance, FONGECFA-Transport, IPRIAC) et le groupe OREPA (CRC, CRIS, CRPB, MUTOREPA et OREPA-Prévoyance) se rejoignent pour donner naissance au nouveau Groupe D&O. En 2006, D&O créé la mutuelle D&O. En 2007, D&O devient membre du GPP Prisme Prévoyance auprès de ses partenaires APGIS et UNIPrévoyance.

#### Structure
Le groupe D&O regroupait principalement la gestion de la protection sociale du transport (marchandises, voyageurs, logistique) de la banque et de la pharmacie. Il était composé de trois institutions de retraite complémentaire Agirc et Arrco (CARCEPT, CRIS, CRC), de trois institutions de prévoyance (CARCEPT Prévoyance, IPRIAC, Orépa Prévoyance), de deux institutions de retraite supplémentaire (CRPB, CRPB-DOM), de deux institutions de gestion de congés de fin d'activité (AGECFA-Voyageurs, FONGECFA-Transport) et d'une mutuelle (Mutuelle D&O).
En 2010, D&O encaissait annuellement 2,6 milliards d'euros de 140 000 entreprises, pour environ 1 000 salariés. Le groupe assumait en France la retraite complémentaire, la prévoyance et la santé de plus de 1,1 million de salariés et verse 530 000 pensions complémentaires

### Groupe Mornay

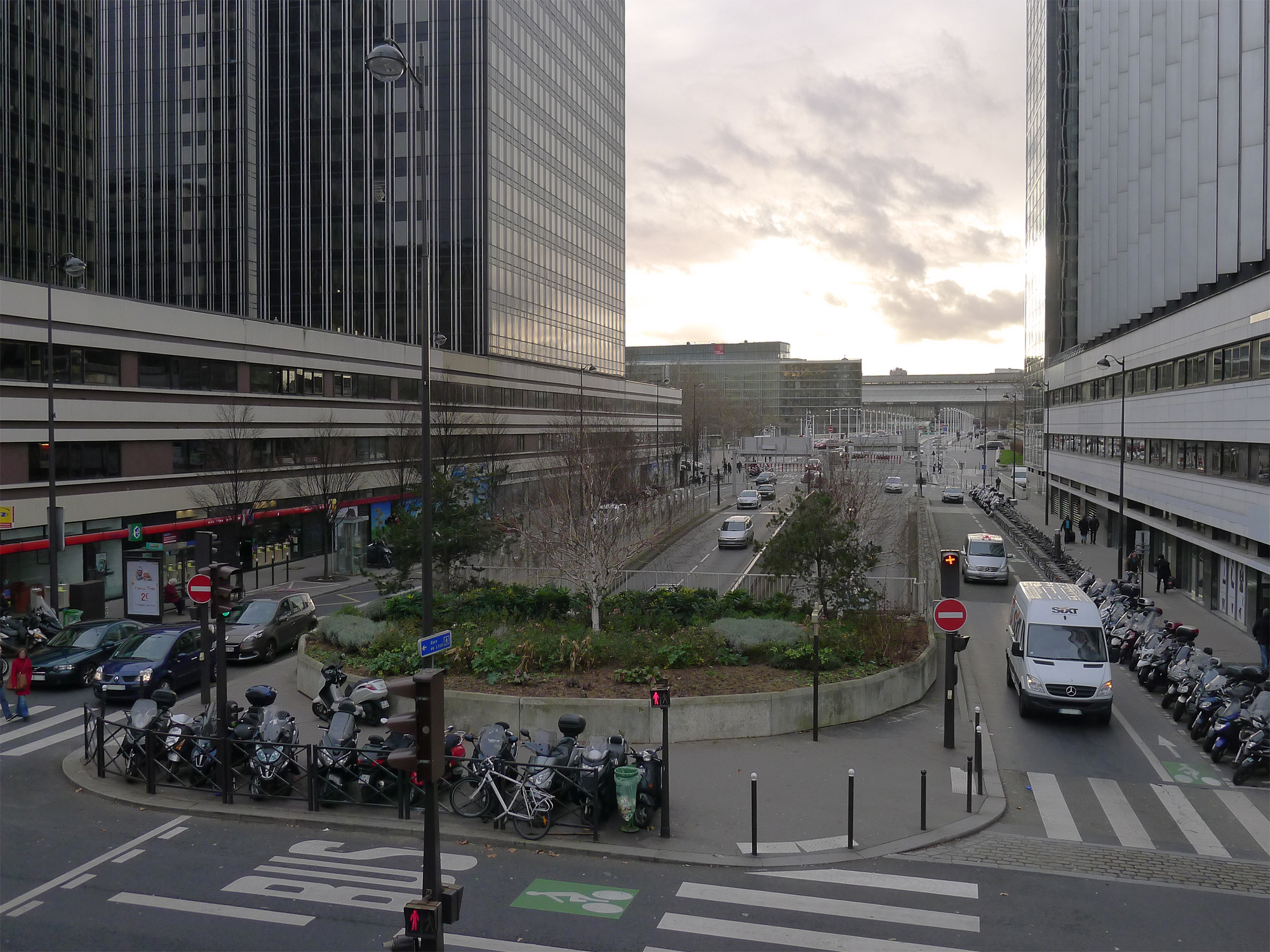
Le siège du Groupe Mornay était situé rue Van-Gogh à Paris

En 1947, la Caisse générale interprofessionnelle des cadres (CGIC), la Caisse des vins et spiritueux (CALVIS) et les caisses professionnelles des métiers d’art, du bois et de l’ameublement, et de la publicité, sont créées. En 1952, la CGIS, destinée aux salariés non cadres, est créée à son tour. En 1957, la Caisse interprofessionnelle des salariés (CIS) est à son tour créée. En 1959, ces caisses s'installent dans les locaux de la rue Mornay : naissance du groupe Mornay.
En 1974, le groupe Mornay s’installe rue Van-Gogh, près de la gare de Lyon. En 1984, l’IPGM est créé pour faire face au développement prévisible du secteur prévoyance. En 1986, Mornay multigestions est créé, c'est un établissement financier qui assume la gestion directe du portefeuille mobilier des caisses du groupe. En 1989, le Groupe Mornay et les caisses membres de l’Espace retraite et prévoyance Europe s’associent : l'Association générale de prévoyance (AGP), l'Association générale de prévoyance des cadres (AGPC), l'Association générale de prévoyance des salariés (AGPS) et la section V du régime supplémentaire de retraite des cadres et assimilés (RESURCA).
En 1996, l'APGME est créée pour tenir compte de la loi du 8 août 1994 qui consacre la séparation des opérations de retraite et de prévoyance. En 1997, les 7 institutions de retraite du Groupe fusionnent au sein de l’ACGME qui devient l’unique institution Agirc du Groupe. La même année, l’AGPS et de la CIS fusionnent et deviennent CIS-AGPS. De même, l’AGME devient l’unique association de moyens du Groupe. Enfin en 1997, Mornay Services est créé.
En 1999, CIS-AGPS et CGIS fusionnent deviennent la CGIS-CIS. En 2000, la mutuelle Crouzet rejoint le Groupe Mornay. En 2001, un accord de partenariat est signé avec la Circo. En 2005, la Circo prévoyance adopte le système de gestion informatique du groupe. La même année, Circo et CGIS-CIS fusionnent et deviennent CGIS. Enfin en 2005, La Mutuelle Crouzet devient Mornay Mutuelle. En 2008, le groupe Mornay mutualise ses moyens informatiques avec trois autres groupes de protection sociale en créant Aramice. En 2010, Circo prévoyance et IPGM fusionnent.

#### Structure
Le Groupe Mornay, avec environ 2 000 employés, était en 2012 composé :
- d'une association politique : l'Association sommitale,
- d'une association de moyens : l'AGME[15],
- d'une caisse de retraite complémentaire Agirc : l'Association de retraite des cadres du groupe Mornay Europe (ACGME)[15],
- d'une caisse de retraite complémentaire Arrco : la Caisse générale interprofessionnelle des salariés (CGIS),
- d'une institution de prévoyance : l’Institution de prévoyance du groupe Mornay (IPGM)[15],
- d'une association de prévoyance : l'Association de prévoyance du groupe Mornay Europe (APGME),
- d'une mutuelle : Mornay mutuelle[15],
- de quatre filiales : Mornay finances, Ges 3T, Mornay services et Salaris.

### Klesia

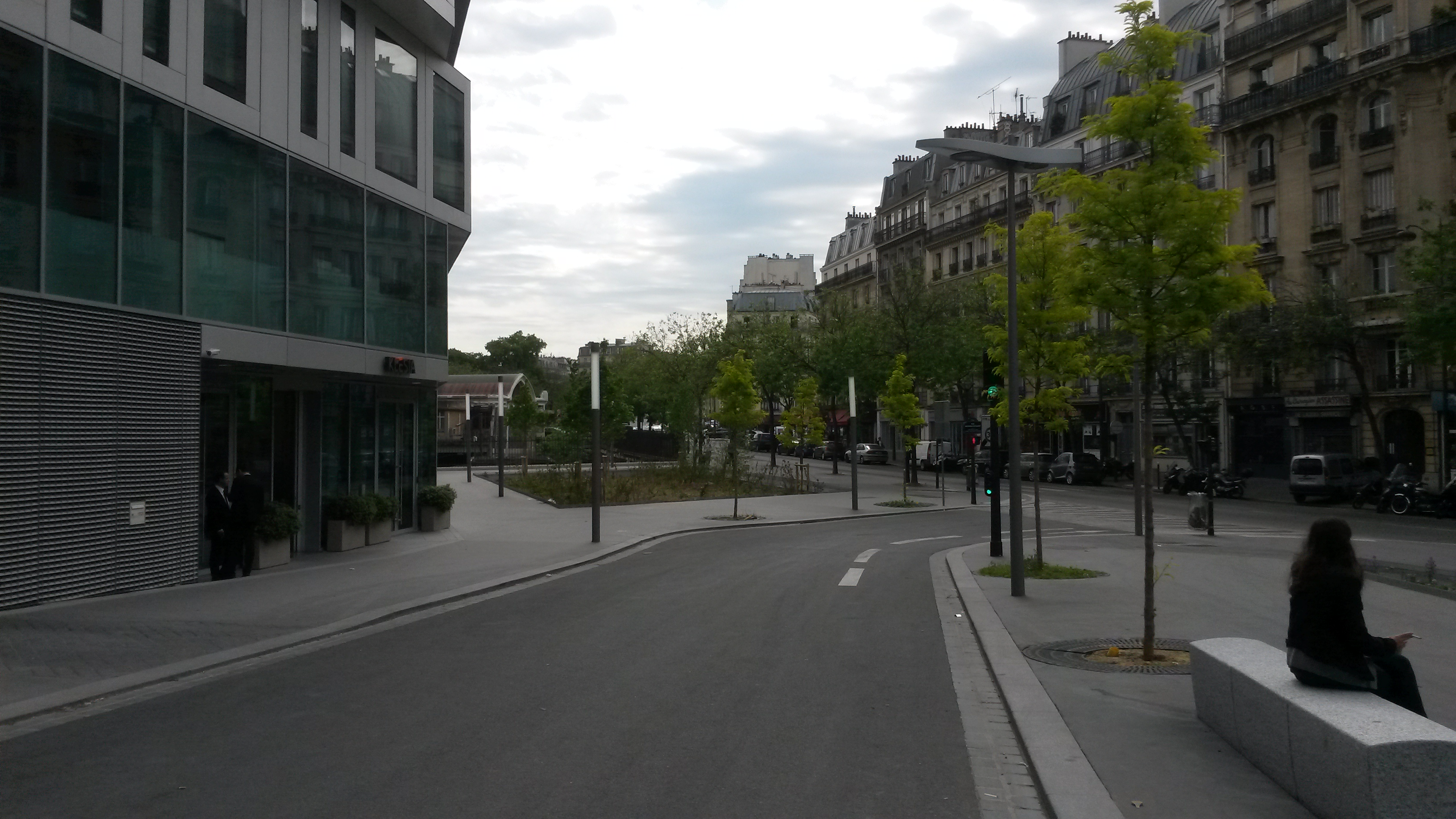
Entrée du siège de Klesia, rue Georges Picquart à Paris

En 2012, le groupe Mornay et le groupe D&O s'unissent et donnent naissance à Klesia.
Selon le quotidien L'Humanité, la motivation de la fusion serait liée au besoin de faire face à la concurrence d’acteurs du secteur des caisses de retraites complémentaires tels que Malakoff-Médéric. Durant cette même période, le groupe décide de déménager son site principal dans le 17e arrondissement de Paris, entraînant, selon ce même quotidien, une certaine contestation au niveau interne.
Le 19 septembre 2016, les journaux Libération et L'Express, en partenariat avec Klesia, ont organisé au siège de leurs rédactions respectives une journée de débats publics durant laquelle des représentants politiques, des délégués syndicaux et des experts ont échangé sur les fondements du système social et sur le rôle des partenaires sociaux.
L'Assemblée Générale de juin 2020 fait de KLESIA une entreprise à mission, comme le permet la loi Pacte de 2019.

## Controverses
En septembre 2023, le député Renaissance Christophe Marion saisit la procureure de Paris Laure Beccuau. Il accuse Klesia et Malakoff Humanis d'« escroquerie », « abus de confiance » et « corruption de qui voit s'affronter les organisations représentatives et personnes n'exerçant pas une fonction publique ». Ce signalement a été classé sans suite par le Parquet dans un courrier du 20 octobre 2023.
En novembre 2023, le courtier et gestionnaire des contrats santé et prévoyance de la branche hôtellerie-restauration Colonna attaque au pénal Klesia et Malakoff Humanis pour « abus de confiance », « corruption active de personnes n'exerçant pas une fonction publique » et « pratiques commerciales trompeuses ». L'avocat William Bourdon estime que « Malakoff Humanis et Klesia profitent du déséquilibre économique et politique en leur faveur pour discréditer » Colonna, qui conteste, entre autres, sa rémunération passée et son éviction par les institutions de prévoyance de la branche. L’avocat de Malakoff Humanis et Klesia, Olivier Laude, explique pour sa part « ne pas avoir connaissance du contenu de la plainte qui aurait été déposée par Colonna. Cette nouvelle plainte « s’inscrit dans le prolongement de multiples contentieux menés par Colonna depuis un an pour tenter d’enrayer la résiliation des missions de délégation de gestion » qui lie le courtier aux deux groupes de protection sociale. Après avoir rejeté, en juillet 2023, une demande d’expertise formulée par la SAS Colonna Facility en référé sur la rémunération de ce courtier, la justice l’a de nouveau débouté à trois reprises en décembre,.